# Hospital Nacional Simão Mendes
L'Hospital Nacional Simão Mendes (HNSM) és un hospital de Guinea Bissau, situat a la ciutat de Bissau, considerat l'hospital públic més gran i antic del país, referent en atenció general i diverses especialitats.

## Història
L'HNSM es va crear on abans hi havia l'Hospício de Bissau, institució creada l'any 1690 per tractar les malalties tropicals que es donaven a la ciutat, sent un dels equipaments socials més importants que es van construir juntament amb la primera fortalesa de São José da Amura.
El 1697/1698, enmig de la primera gran revolta dels pobles papis contra la presència portuguesa a l'illa de Bissau, l'hospici va ser incendiat pels papes i va quedar en ruïnes. Incapaços de reconstruir l'hospici i continuar la seva presència a la fortalesa (destruïda el 1707), els portuguesos van abandonar l'illa.
El 1766, any de la reconstrucció definitiva de la Fortaleza da Amura, una carta del sergent major d'enginyers Manuel Germano da Mata al secretari d'ultramar Mendonça Furtado afirmava que el rector de Bissau va reconstruir l'Hospício de Bissau, comptant amb mà d'obra de Soldats i presoners de Cap Verd, amb el patrocini financer dels regnes de rol de l'illa. El nou hospici estava vinculat al convent i, per tant, sovint s'anomenava “Casa de la Salut i la Convalescència”. L'hospici va aconseguir resistir les nombroses revoltes i conflictes entre portuguesos, papers i grumets que van devastar l'illa entre mitjans del segle XVIII i principis del segle xx.
A principis del segle xx, després de l'establiment de la República Portuguesa, l'Hospício de Bissau ja no era gestionat per la Parròquia de Bissau, i es va anomenar "Hospital Geral de Bissau", a vegades "Hospital Central de Bissau". El 1951 es va ampliar amb un nou edifici, dissenyat per l'arquitecte Mário de Oliveira.
Després de la independència nacional de Guinea-Bissau, va ser nomenat definitivament "Hospital Nacional Simão Mendes", en honor a Simão Mendes, un dels herois de la Guerra d'independència de Guinea Bissau.
A la dècada dels noranta, arran de l'obertura politicoeconòmica i de l'enfonsament del sistema socialista, l'hospital tenia unes estructures molt deteriorades, i el 1998, en plena Guerra Civil de Guinea Bissau, contenia l'única sala de pediatria del país.
Entre els any 2009 i 2011 va patir una important reforma. El 2011 disposava de 417 llits i oferia 21 especialitzacions, entre les quals destaquen: maternitat, pediatria i oftalmologia; A més, va guanyar un nou sector de radiologia i un laboratori d'anàlisis clíniques. En aquell moment, tenia 41 metges i 82 infermeres. El 20 d'octubre de 2016, es va obrir una planta d'emmagatzematge i conversió d'oxigen mèdic al recinte de l'hospital. A finals del 2018, l'hospital comptava amb més de 500 llits i un metge especialitzat en cardiologia. La sala de pediatria tenia 158 llits i tenia 9 metges i 40 infermeres.